# 刘梁 (东汉)
刘梁（?—?），字曼山，一名岑。东平郡宁阳县（今山东省宁阳县东南）人，东汉汉桓帝、汉灵帝时文学家。。
汉文帝之子梁孝王刘武的子孙，虽出身宗室，但生活清贫，靠在集市上卖字为生。但博涉群书，笃志好学，善属诗文。平日痛恨世间多势利之交，以有害于公正的目的相互勾结，于是著《破群论》。时人将这一著作同孔子《春秋》相比，认为足以使乱臣知惧，俗士愧心。文章不存。又著《辩和同之论》。
汉桓帝时，举孝廉，转任北新城长。大兴学校，聚生徒数百人，亲执经卷教授，儒家教化大行。朝夕自往劝诫，身执经卷，通過考试辨出成绩优劣。入京拜为尚书郎，后为野王令，未及赴任，汉灵帝光和年间病卒。刘梁是刘桢的祖父。

## 延伸阅读
[在维基数据编辑]
 《後漢書·卷80下》，出自范晔《後漢書》